# آژلیک اسید
آژلیک اسید (به انگلیسی: Angelic acid) یک ترکیب شیمیایی با شناسه پاب‌کم ۶۴۳۹۱۵ است. 